# Svømning under sommer-OL 2020 – 400 m individuel medley (herrer)
400 m individuel medley for herrer under Sommer-OL 2020 vil finde sted den 25. juli - 26. juli 2020.

## Medaljefordeling
| Medaljetagere | Medaljetagere  | Medaljetagere | Medaljetagere |
| ------------- | -------------- | ------------- | ------------- |
| Guld          | Sølv           | Bronze        |               |
| Chase Kalisz  | Jay Litherland | Brendon Smith |               |

## Turneringsformat
Konkurrencen bliver afviklet med indledende heats og finale. Efter de indledende heats går de 8 bedste tider videre til finalen, hvor medaljerne bliver fordelt. 

## Tidsplan
Nedenstående tabel viser tidsplanen for afvikling af konkurrencen:
| Dato     | Tid   | Runde  |
| -------- | ----- | ------ |
| 25. juli | 19:02 | Heats  |
| 26. juli | 10:30 | Finale |

## Resultater

### Heats
| Nr. | Heat | Bane | Navn                  | Nationalitet              | Tid     | Noter |
| --- | ---- | ---- | --------------------- | ------------------------- | ------- | ----- |
| 1   | 4    | 6    | Brendon Smith         | Australien                | 4:09.27 | Q, OC |
| 2   | 3    | 3    | Lewis Clareburt       | New Zealand               | 4:09.49 | Q, NR |
| 3   | 3    | 4    | Chase Kalisz          | USA                       | 4:09.65 | Q     |
| 4   | 3    | 5    | Dávid Verrasztó       | Ungarn                    | 4:09.80 | Q     |
| 5   | 4    | 2    | Alberto Razzetti      | Italien                   | 4:09.91 | Q     |
| 6   | 4    | 5    | Jay Litherland        | USA                       | 4:09.91 | Q     |
| 7   | 4    | 3    | Léon Marchand         | Frankrig                  | 4:10.09 | Q     |
| 8   | 3    | 6    | Max Litchfield        | Storbritannien            | 4:10.20 | Q     |
| 9   | 4    | 4    | Daiya Seto            | Japan                     | 4:10.52 |       |
| 10  | 4    | 7    | Wang Shun             | Kina                      | 4:10.63 |       |
| 11  | 3    | 2    | Yuki Ikari            | Japan                     | 4:12.08 |       |
| 12  | 4    | 1    | Jacob Heidtmann       | Tyskland                  | 4:12.09 |       |
| 13  | 3    | 1    | Péter Bernek          | Ungarn                    | 4:12.38 |       |
| 14  | 3    | 7    | Apostolos Papastamos  | Grækenland                | 4:12.50 |       |
| 15  | 2    | 4    | Joan Lluís Pons       | Spanien                   | 4:12.67 |       |
| 16  | 2    | 6    | Se-Bom Lee            | Australien                | 4:15.76 |       |
| 17  | 2    | 5    | Arjan Knipping        | Holland                   | 4:15.83 |       |
| 18  | 2    | 2    | Maxim Stupin          | Ruslands Olympiske Komité | 4:16.21 |       |
| 19  | 4    | 8    | Pier Andrea Matteazzi | Italien                   | 4:16.31 |       |
| 20  | 1    | 5    | José Paulo Lopes      | Portugal                  | 4:16.52 |       |
| 21  | 3    | 8    | Brodie Williams       | Storbritannien            | 4:17.27 |       |
| 22  | 2    | 8    | Jarod Arroyo          | Puerto Rico               | 4:17.46 |       |
| 23  | 2    | 7    | Richard Nagy          | Slovakiet                 | 4:18.29 |       |
| 24  | 1    | 4    | Tomas Peribonio       | Ecuador                   | 4:18.73 |       |
| 25  | 2    | 1    | Wang Hsing-hao        | Kinesisk Taipei           | 4:19.06 |       |
| 26  | 2    | 3    | Maksym Shemberev      | Aserbajdsjan              | 4:19.40 |       |
| 27  | 1    | 3    | Ron Polonsky          | Israel                    | 4:21.50 |       |
| 28  | 1    | 6    | Christoph Meier       | Liechtenstein             | 4:25.17 |       |
| 29  | 1    | 2    | Luis Vega Torres      | Cuba                      | 4:27.65 |       |

### Finale
| Placering                        | Bane | Navn             | Nationalitet   | Tid     | Note |
| -------------------------------- | ---- | ---------------- | -------------- | ------- | ---- |
| 1                                | 3    | Chase Kalisz     | USA            | 4:09.42 |      |
| 2. plads, sølvmedaljemodtager(e) | 7    | Jay Litherland   | USA            | 4:10.28 |      |
| 3                                | 4    | Brendon Smith    | Australien     | 4:10.38 |      |
| 4                                | 6    | Dávid Verrasztó  | Ungarn         | 4:10.59 |      |
| 4                                | 8    | Max Litchfield   | Storbritannien | 4:10.59 |      |
| 6                                | 1    | Léon Marchand    | Frankrig       | 4:11.16 |      |
| 7                                | 5    | Lewis Clareburt  | New Zealand    | 4:11.22 |      |
| 8                                | 2    | Alberto Razzetti | Italien        | 4:11.32 |      |